# Långträsk (Geta, Åland)
Långträsk är en sjö i Geta kommun i Åland (Finland). Den ligger i den norra delen av landskapet, 30 km norr om huvudstaden Mariehamn. Långträsk ligger 48 meter över havet. Den ligger på ön Fasta Åland. Arean är 13,7 hektar och strandlinjen är 2,92 kilometer lång. Sjön  ingår i Norra Skärgårdshavets avrinningsområde. 
I övrigt finns följande vid Långträsk:
- Långträsk (en sjö)